# This Is It: The Best of Faith No More
This Is It: The Best of Faith No More è la seconda raccolta del gruppo musicale statunitense Faith No More, pubblicato nel 2003.

## Tracce
1. Arabian Disco
2. We Care a Lot (Slash Version)
3. Anne's Song
4. Introduce Yourself
5. From Out of Nowhere
6. Epic
7. Falling to Pieces
8. War Pigs
9. The Cowboy Song
10. As the Worm Turns (Live, 1990)
11. Midlife Crisis
12. A Small Victory
13. Be Aggressive
14. Easy
15. Digging the Grave
16. Evidence
17. Last Cup of Sorrow
18. Ashes to Ashes
19. The Perfect Crime